# Neal (Familienname)
Neal ist ein englischer Familienname.

## Namensträger
- Abbie Neal (1918–2004), US-amerikanische Country-Musikerin
- Carthew Neal (* 1979), neuseeländischer Film- und Fernsehproduzent
- Daniel Neal (1678–1743), englischer Historiker
- David Dalhoff Neal (1838–1915), US-amerikanischer Maler
- Diane Neal (* 1976), US-amerikanische Schauspielerin
- Dylan Neal (* 1969), kanadischer Schauspieler
- Edwin Neal (* 1945), US-amerikanischer Schauspieler und Synchronsprecher
- Elise Neal (* 1966), US-amerikanische Schauspielerin
- Eric Neal (* 1924), australischer Geschäftsmann und Politiker
- Evan Neal (* 2000), US-amerikanischer American-Football-Spieler
- Gary Neal (* 1984), US-amerikanischer Basketballspieler
- George D. Neal (1853–1916), US-amerikanischer Politiker
- Henry S. Neal (1828–1906), US-amerikanischer Politiker
- Izzy Neal (* 2001), neuseeländische Leichtathletin
- Jalen Neal (* 2003), US-amerikanischer Fußballspieler
- James Neal (* 1987), kanadischer Eishockeyspieler
- John Neal (Autor) (1793–1876), US-amerikanischer Autor und Literaturkritiker
- John Neal (1932–2014), englischer Fußballspieler und -trainer
- John R. Neal (1836–1889), US-amerikanischer Politiker
- JT Neal (* 1994), US-amerikanischer Schauspieler
- Juana Martinez-Neal, peruanisch-amerikanische Autorin und Illustratorin
- Keanu Neal (* 1995), US-amerikanischer Footballspieler
- Kenny Neal (* 1957), US-amerikanischer Blues-Gitarrist
- Lawrence T. Neal (1844–1905), US-amerikanischer Politiker
- Lia Neal (* 1995), US-amerikanische Schimmerein
- Matthew Neal (Rennfahrer) (* 1966), britischer Automobilrennfahrer
- Matthew Neal (Eishockeyspieler) (* 1991), kanadischer Eishockeyspieler
- Max Neal (1865–1941), deutscher Volksdichter bayrischer Bauernschwänke
- Mia Neal (* 1980), US-amerikanische Maskenbildnerin
- O’Shay Neal, US-amerikanischer Schauspieler
- Patricia Neal (1926–2010), US-amerikanische Schauspielerin
- Phil Neal (* 1951), englischer Fußballspieler und -trainer
- Raful Neal (1936–2004), US-amerikanischer Bluessänger, -harmonikaspieler und Songwriter
- Randy Neal (* 1956), kanadischer Eishockeyspieler
- Richard Neal (* 1949), US-amerikanischer Politiker
- Scott Neal (* 1978), britischer Schauspieler
- Stephen Neal (* 1976), US-amerikanischer Ringer
- Stephen L. Neal (* 1934), US-amerikanischer Politiker
- Thom Neal, australischer Kameramann
- Tom Neal (1914–1972), US-amerikanischer Schauspieler und Boxer
- Will E. Neal (1875–1959), US-amerikanischer Politiker
- William Neal (Maler) (* 1947), englischer Maler
- William Neal (Jazzmusiker) (* 1963), US-amerikanischer Jazzbassist
- William Neal (Komponist), US-amerikanischer Komponist